# Salomon (Bretagne)

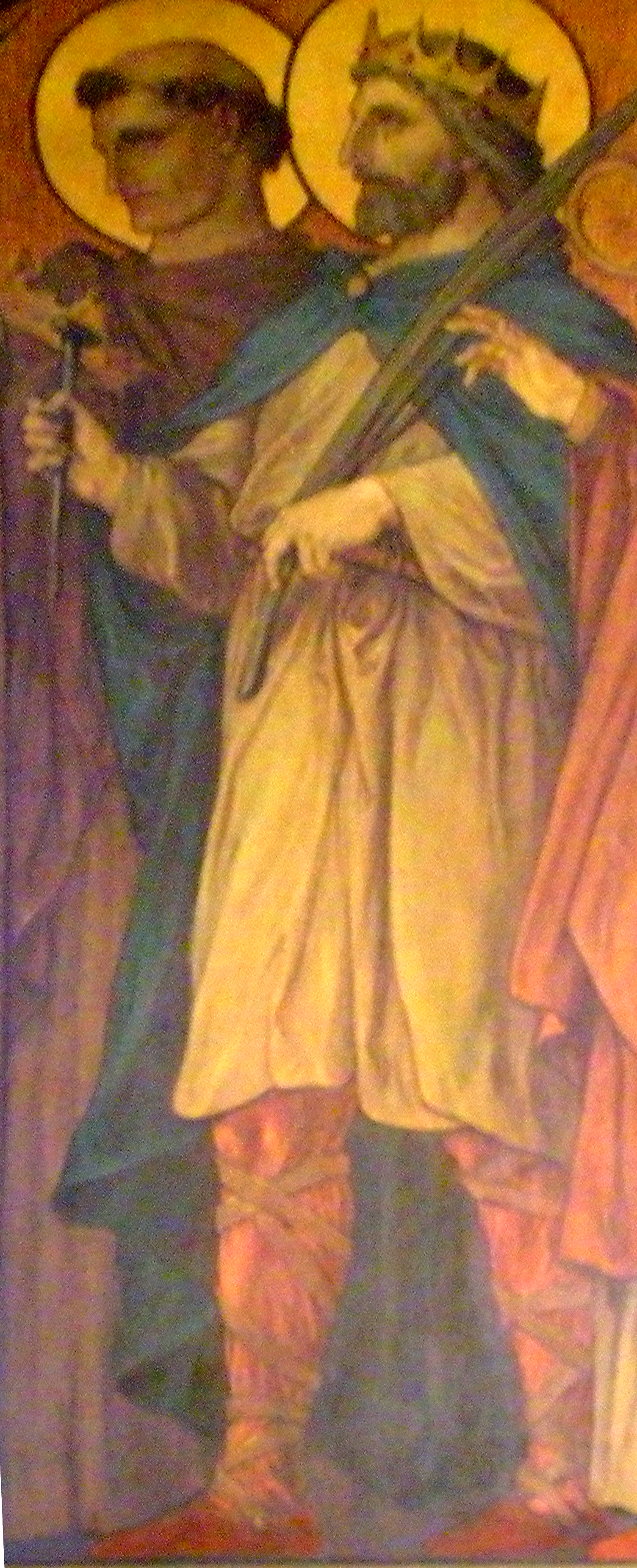
König Salomon von der Bretagne. Fresko in der Kathedrale Saint-Pierre in Rennes aus dem 19. Jahrhundert.

Salomon (auch Salomon de Poher, bretonisch: Salaun; * 825 oder 835; † 25. Juni (oder 15. Dezember) 874) war ein Fürst der Bretonen im 9. Jahrhundert, der als unabhängiger König das Land zur größten Machtentfaltung seiner Geschichte führte.
Salomon war ein Neffe des Bretonenherrschers Nominoë († 851) und erlangte 857 die Herrschaft über die Bretonen durch Mord an seinem Cousin Erispoë. Zwar hatte er bereits im Jahr 852 vom westfränkischen König Karl dem Kahlen ein Drittel der Bretagne zugesprochen bekommen, doch dürfte seine Usurpation in Reaktion auf die Annäherung des Erispoë an die Franken erfolgt sein, da sie auf die Verlobung von dessen Tochter mit dem fränkischen Königssohn Ludwig dem Stammler gefolgt war. In den folgenden Jahren war er in mehrere Revolten des fränkischen Adels gegen Karl den Kahlen verwickelt, welcher darauf mit der Einsetzung Roberts des Tapferen als Markgraf der neustrischen Mark reagierte.
Im Jahr 863 erlangte Salomon die vertragliche Anerkennung Karls des Kahlen und erhielt von diesem das Land zwischen Sarthe und Mayenne, womöglich als fränkischer Vasall, zugesprochen. In fränkischen Chroniken (siehe Regino und Annales Bertiniani) wird er zu dieser Zeit noch als „Herzog der Bretonen“ (dux Brittonum) genannt, während er von bretonischen Autoren bereits als „König“ anerkannt wurde. Im Jahr 866 emanzipierte er sich endgültig von der fränkischen Oberherrschaft und warb ein Heer von Loire-Normannen unter der Führung des Hasteinn (Hastingo) an, das er plündernd in das westliche Neustrien (heute Anjou und Maine) aussandte. In der Schlacht von Brissarthe errangen die Normannen einen vollständigen Sieg über ein fränkisches Aufgebot unter Markgraf Robert dem Tapferen, der dabei getötet wurde. In dem im Jahr 867 ausgehandelten Frieden mit Karl dem Kahlen erreichte Salomon die größte territoriale Ausdehnung des bretonischen Herrschaftsbereichs, indem ihm seitens der Franken das Cotentin und das Avranchin überlassen wurde. In den fränkischen Chroniken wurde er von nun an auch als „König“ tituliert, womit seine Gleichstellung zum König der Franken anerkannt wurde.
Salomon trieb den Ausbau eines bretonischen Kirchensystems voran und erreichte von Seiten Papst Nikolaus’ I., der ihn ebenfalls als König anerkannte, die Bildung eines Erzbistums in Dol als Primat der bretonischen Kirche. Das Land verteidigte er gegen die Raubzüge der Normannen und unterstützte 873 Karl den Kahlen bei der Belagerung des von den Wikingern gehaltenen Angers. Die politische Stabilität der Bretagne zerfiel mit der Ermordung Salomons 874 durch seinen Schwiegersohn, Graf Pascweten von Vannes, und den Grafen Gurvant von Rennes, die sich fortan gegenseitig bekämpften und somit das Land für die Plünderungszüge der Normannen öffneten. In der nationalbretonischen Historiographie wird Salomon seither als Heiliger und Märtyrer verehrt. Im Heiligenkalender der katholischen Kirche wird als sein Gedenktag der 25. Juni, der vermutete Todestag, genannt.